# جون ميدلتون (لاعب كريكت)
جون ميدلتون (26 أكتوبر 1890 - 16 سبتمبر 1966 في المملكة المتحدة)  (بالإنجليزية: John Middleton)‏ هو لاعب كريكت بريطاني (وحمل سابقاً جنسية المملكة المتحدة لبريطانيا العظمى وأيرلندا).